# Parnassius davydovi
Parnassius davydovi är en fjärilsart som beskrevs av Sergei Churkin 2006. Parnassius davydovi ingår i släktet Parnassius och familjen riddarfjärilar. Inga underarter finns listade i Catalogue of Life.